# København 1699
København 1699 er et kort over Danmarks hovedstad København i år 1699. Det ligner i høj grad kortet København 1728, men nedenstående kort, der er udarbejdet væsentlig senere, har enkelte andre steder markeret end kortet fra 1728. I signaturforklaringen er de moderne betegnelser søgt anvendt for stadig eksisterende steder, men angivelserne fra Oluf Nielsen: Kjøbenhavns Historie og Beskrivelse V: Kjøbenhavn i Aarene 1660-1699, København 1889, er angivet i parentes, hvor afvigelserne er væsentlige.
Bemærk at målestokken på kortet er angivet i alen, og at op på kortet er øst, ikke nord som på de fleste kort.
- 1. Københavns Slot (Slottet)
- 2. Vor Frue Kirke
- 3. Sankt Nikolai Kirke
- 4. Helligåndskirken
- 5. Trinitatis Kirke
- 6. Sankt Petri Kirke
- 7. Vor Frelsers Kirke (Kristianshavns Kirke)
- 8. Holmens Kirke
- 9. Københavns Rådhus
- 10. Børsen
- 11. Kancelliet
- 12. Gråbrødre Torv (Ulfeldts Plads)
- 13. Amagertorv
- 14. Kongens Nytorv (Kongens Torv)
- 15. Rosenborg
- 16. Kongens Have
- 17. Runddelen på Kongens Nytorv
- 18. Holmen
- 19. Kommissariatet
- 20. Kastellet
- 21. Toldboden
- 22. Flådens Leje
- 23. Vejen til Østerport
- 24. Vejen til Toldboden
- 25. Vejen til Vesterport
- 26. Charlottenborg (Gyldenløves Palais)
- 27. Christianshavn
- 28. Nyhavn
- 29. Nyboder
- 30. Kalveboderne
- 31. Østergade
- 32. Købmagergade
- 33. Nytorv
- 34. Gammeltorv
- 35. Tøjhuset